# 성인 T세포 백혈병
성인T세포백혈병(Adult T-cell leukemia/lymphoma, ATL, ATLL)은 T세포에 발생하는 암으로, 희귀한 케이스에 속한다. 사람T세포림프친화바이러스 1형의 감염에 의해 발생한다.

## 증상
T세포 표현형을 제외하고선 특별한 조직학적 특징이 발견되지 않으며, 고위험성 비호지킨 림프종으로 분류한다. 비정형 핵을 가진 림프구가 순환계통에서 발견된다. 이 질병을 앓고 있는 사람들에게서 사람T세포림프친화바이러스 1형(HTLV-1) 자체나 그 프로바이러스 유전체가 발견됨으로써 HTLV-1이 병원체로 지목받고 있다. ATL은 여러 가지 위장성 질환, 고칼슘혈증, 피부 질환, 용해성 골병변 등을 동반하는 경우가 많다. 골용해나 골암은 유방암, 전립선암, 폐암 등 고형종양이 진행된 결과로 흔히 나타나지 혈액암의 결과로 나타나지는 않는다. 그러나 HTLV-1로 인한 ATL 및 다발성 골수종 환자에서는 종양으로 인한 골수분해와 고칼슘혈증이 발병할 가능성이 높다. ATL과 다발성 골수종 유발 골질환의 두드러진 특징 중 하나는 뼈 병변이 골수성 활동과 거의 연관성이 없다는 점이다. 고칼슘혈증과 함께 ATL 환자에서 IL-1, TGF-β, PTHrP, 대식세포 염증 단백질(MIP-1α), 핵 인자-κB 리간드(RANKL) 수용체 활성자의 혈청 내 농도가 증가하기도 한다. ATL 환자의 백혈구나 HTLV-1에 감염된 림프구를 이식받은 면역 결핍 생쥐에게서 고칼슘혈증과 함께 상기한 생체물질들의 혈청 수치가 증가하는 것이 관찰되었다. 대부분의 환자는 진단 후 1년 이내에 사망한다.

## 전염
HTLV-1의 전염은 주로 어머니에서 아이에게 전염되는 수직전염, 성적 접촉, 수혈이나 오염된 주삿바늘을 공유하는 등 혈액 접촉으로 인해 발생한다.

## 치료
지도부딘과 CHOP 섭생법을 통해 치료를 시도하는데, 프랄라트렉세이트 역시 효과가 있는 것으로 나타났다. 대부분의 치료법은 바이러스 자체보다는 암을 치료하는 방향으로 이루어진다. 최근에는 전통적인 치료법인 당질 코르티코이드 기반 화학요법이 티오레독신 결합 단백질-2(TBP-2/TXNIP/VDUP1)에 의해 주로 매개되고 있는 것으로 알려져 TBP-2 유도체를 새로운 치료 대상으로 사용할 수 있을 것이라는 전망이 나온다.
최근 모가물리주맙이 일본에서 ATL의 치료제로 사용 허가를 받았다.
2013년 12월 의학 회의에서 ATL 환자의 21-50%가 CD30을 발현한다고 보고했다. 따라서 CD30을 대상으로 하는 브렌툭시맙 베도틴을 사용해 치료할 수 있을 것이라는 전망이 나온다.

## 역학
미국에서는 HTLV-1 감염 사례가 드물게 나타난다. 혈청학적 자료는 없지만, 남동부에 사는 흑인들 사이에서 유병률이 가장 높은 것으로 보인다. 뉴저지주의 정맥 주사를 맞은 흑인들 사이에서 발병률이 30%에 달했으며, 뉴올리언스에서는 발병률이 무려 49%로 나타났다. HTLV-1 항체에 대한 연구는 이 바이러스가 일본 남부, 카리브해, 남미, 아프리카에 널리 퍼져있음을 시사한다.
HTLV-1에 감염된 사람들 사이에서도 ATL은 드문 경우다. 성인 HTLV-1 환자들 중 대략 1,500명당 1명 꼴로 ATL이 나타난다. 또한 주로 카리브해나 미국 남동부 출신 흑인들에서 주로 발생하였다. HTLV-1에 감염되고 나서 ATL가 나타나기까지 긴 잠복기가 존재한다.\

## 참고 문헌
- Franchini, Genoveffa; Nicot, Christophe; Johnson, Julie M. (2003). 〈Seizing of T Cells by Human T-Cell Leukemia/Lymphoma Virus Type 1〉.   Vande Woude, George F.; Klein, George. 《Seizing of T Cells by Human T-Cell Leukemia⧸Lymphoma Virus Type 1》. Advances in Cancer Research 89. 69–132쪽. doi:10.1016/S0065-230X(03)01003-0. ISBN 978-0-12-006689-6. PMID 14587871.
- Centers for Disease Control (CDC) (1987). “Adult T-cell leukemia/lymphoma associated with human T-lymphotropic virus type I (HTLV-I) infection--North Carolina”. 《Morbidity and Mortality Weekly Report》 36 (49): 804–6, 812. PMID 2891025.
- Genoveffa Franchini's NCI page: Human Retroviral Diseases: Pathogenesis and Prevention
- International Retrovirology Association